# Lawrence Gilliard, Jr.
Pour les articles homonymes, voir Gilliard.
 (juillet 2021).
Si vous disposez d'ouvrages ou d'articles de référence ou si vous connaissez des sites web de qualité traitant du thème abordé ici, merci de compléter l'article en donnant les références utiles à sa vérifiabilité et en les liant à la section « Notes et références ».
Lawrence Gilliard, Jr. est un acteur américain, né le 22 septembre 1971 à New York.

## Filmographie

### Cinéma
- 1991 : Straight Out of Brooklyn : Dennis Brown
- 1993 : Fly by Night : Jed-Lyte
- 1993 : The Pickle : le garçon qui s'est arrêté
- 1995 : Lotto Land : Hank
- 1995 : Money Train : Hood
- 1996 : Happy Hour : James
- 1996 : L'Associé : Thomas
- 1997 : White Lies : Leon Turner et Leon Chame
- 1998 : Et plus si affinités : Brett
- 1998 : A Soldier's Sweetheart : Shoeshine
- 1998 : Pur et dur : Curtis Wilkins
- 1998 : Waterboy : Derek Wallace
- 1999 : Simplement irrésistible : Nolan Traynor
- 1999 : Loving Jezebel : Walter
- 2000 : Cecil B. Demented : Lewis
- 2001 : Home Invaders
- 2001 : Trigger Happy : Ray
- 2002 : Gangs of New York : Jimmy Spoils
- 2003 : Kill the Poor : Spike
- 2004 : Brother to Brother : Marcus
- 2004 : The Machinist : Jackson
- 2004 : Woman Hollering Creek : Melvin
- 2008 : Turnipseed : Johnny Turnipseed
- 2008 : The Highs & Lows of Milo Brown : Elliot
- 2011 : Secret Identity : Agent Burton
- 2012 : Junior : Détective Daniel Abrams Sr.
- 2012 : The Wire: The Musical : D'Angelo Barksdale
- 2012 : The Trial of Ben Barry : June
- 2012 : Would You Rather : Dr Barden
- 2013 : Turnipseed: Second Chance : Johnny Turnipseed
- 2014 : Blackout total : Scrilla
- 2014 : St. Sebastian : Grant
- 2023 : Big George Foreman de George Tillman Jr. : Archie Moore

### Télévision
- 1992 : In the Line of Duty: Street War : Will
- 1993 : Nuit sauvage
- 1993 : Homicide : William Lyness (1 épisode)
- 1993 : ABC Afterschool Special (1 épisode)
- 1993-1994 : George : Lathan Basmore (9 épisodes)
- 1994 : New York Undercover : Quentin (1 épisode)
- 1995 : Cap sur l'enfer : Wesley Raines
- 1998 : The substitute 2 : La vengeance (The Substitute 2: School's Out) : Dontae
- 2000 : Sally Hemings: An American Scandal : Henry Jackson
- 2002-2003 : Sur écoute : D'Angelo Barksdale (18 épisodes)
- 2004 : The Jury : Corey Hamilton (1 épisode)
- 2005 : Les Experts : Manhattan : Omar Lilly (1 épisode)
- 2005 : New York, section criminelle : Eddie Roberts (saison 5, épisode 5)
- 2006 : Numbers : Amos Shabaz (1 épisode)
- 2008 : Fear Itself : James (1 épisode)
- 2009 : The Beast : Raymond Beaumont (10 épisodes)
- 2009 : Trauma : Duke (1 épisode)
- 2010 : Friday Night Lights : Elden (1 épisode)
- 2010 : Les Boondocks : le deuxième prisonnier (1 épisode)
- 2010 : Detroit 1-8-7 : Lefty Reed (1 épisode)
- 2010 : Lie to Me : Marcus Weaver (1 épisode)
- 2011 : Partners : Dr J
- 2012 : Southland : John's Sponsor (2 épisodes)
- 2012 : American Wives : Marcus Williams (7 épisodes)
- 2013 : Longmire : Burke (1 épisode)
- 2013 - 2014 : The Walking Dead : Bob Stookey (rôle principal - 20 épisodes)
- 2015 : The Good wife : Ken Boxer (saison 6, 1 épisode)
- 2015 : Graceland : Sean Logan (6 épisodes)
- 2017 - 2019 : The Deuce : Chris (casting principal - 25 épisodes)
- 2020 : Chicago Police Department : Latrell (Saison 8, épisode 6)